# Psalis kanshireiensis
Psalis kanshireiensis är en fjärilsart som beskrevs av Alfred Ernest Wileman och South 1917. Psalis kanshireiensis ingår i släktet Psalis och familjen tofsspinnare. Inga underarter finns listade i Catalogue of Life.